# 蓬塔查梅

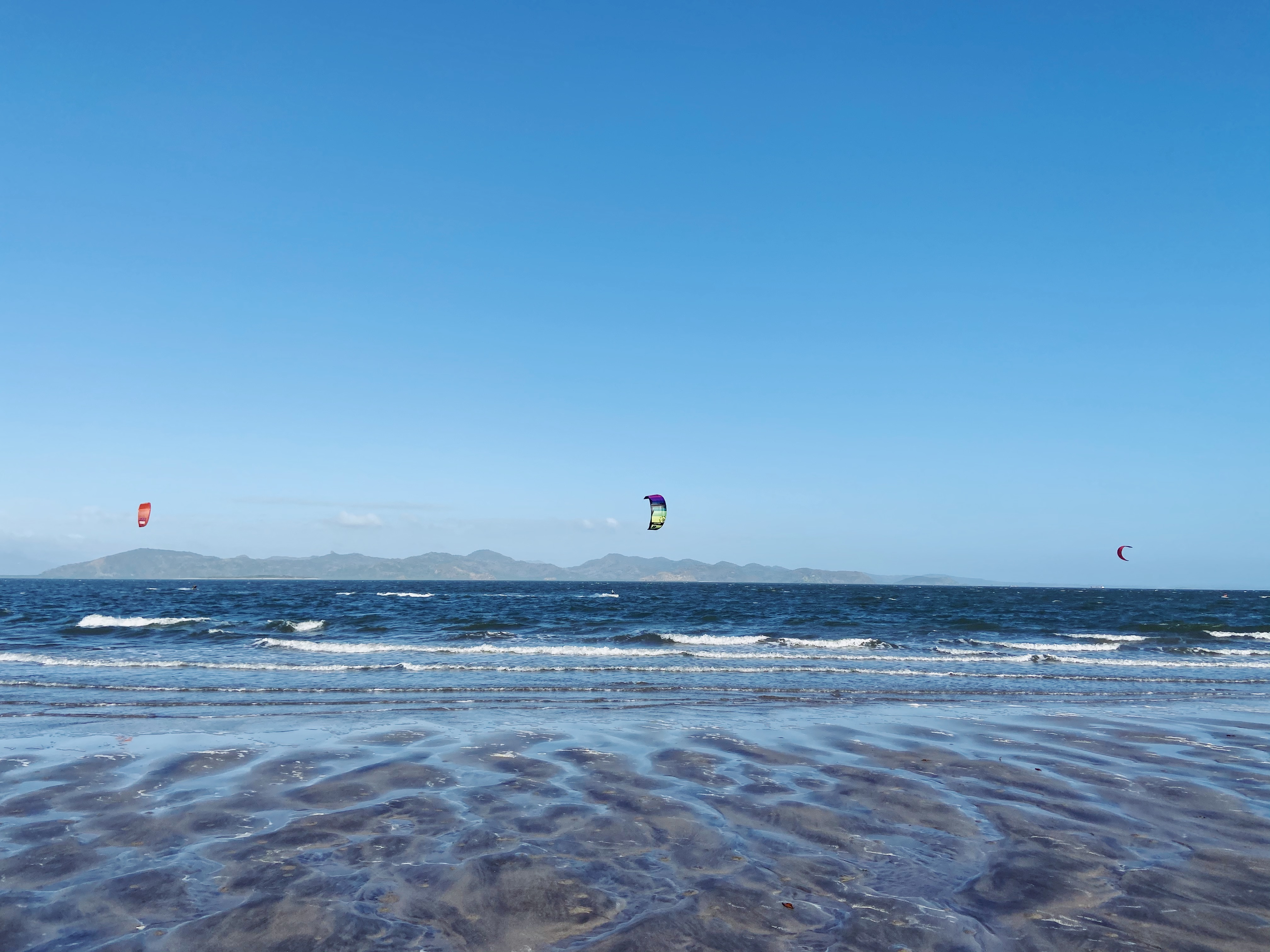
蓬塔查梅的海灘

蓬塔查梅（西班牙語：Punta Chame），是巴拿馬的城鎮，位於該國中東部，由西巴拿馬省的查梅區負責管轄，面積17平方公里，海拔高度0米，2010年人口256，人口密度每平方公里15.1人。